# Hřbitov Neviňátek
Hřbitov Neviňátek (francouzsky Cimetière des Innocents) je zaniklý hřbitov v centru Paříže.

## Historie
Nacházel se v dnešním 1. obvodu ve čtvrti Les Halles v prostoru současného náměstí Place Joachim-du-Bellay. Svůj název odvozoval od dnes již neexistujícího kostela svatých Neviňátek, zasvěceného dětem zabitým na příkaz krále Heroda.
Hřbitov byl užíván od středověku a byl největším hřbitovem uvnitř pařížských hradeb. Hřbitov byl uzavřen 1. listopadu 1780 na základě rozhodnutí krále Ludvíka XVI. ze dne 10. března 1775, také proto, že se předchozího roku několik osob zadusilo výpary ze tlejících těl. V té době dosahoval hřbitov zhruba 2,5 metru nad úroveň okolních ulic. V roce 1786 byl ze zdravotních důvodů zcela zrušen a kosterní pozůstatky byly převezeny do katakomb na předměstí Tombe-Issoire (dnes 14. obvod). Exhumační práce, které po celou dobu sledovali lékaři, trvaly dvě zimy a jeden podzim (od prosince 1785 do května 1786, od prosince 1786 do června 1787 a od srpna do října 1787). Dělníci odstranili zeminu zamořenou kusy mrtvol do hloubky přes deset stop, otevřeli osmdesát hrobek a asi padesát společných hrobů, z nichž vytáhli přes dvacet tisíc mrtvol i s rakvemi. V roce 1789 se pozemek stal součástí pařížské tržnice Halles a byl přeměněn na trh s květinami, ovocem a zeleninou. Po likvidaci tohoto hřbitova byly postupně uzavírány i další pařížské hřbitovy a v 19. století vznikly nové rozsáhlé hřbitovy jako např. Père Lachaise.